# معصومه سهراب
معصومه (فرنگیس) سهراب (۲۳ آبان ۱۳۰۴ – مهر ۱۳۸۳) آموزگار، کارشناس و پژوهشگر مسائل آموزشی و تربیتی و یکی از پایه‌گذاران کودکستان مهر و مجتمع آموزشی مهران بود. روش و رویکرد آموزشی و پرورشی او و همسرش یحیی مافی در مجتمع آموزشی مهران که آمیختی از پداگوژی دوران یا علم تعلیم و تربیت روز و تجربه‌های بومی بود، این دو شخصیت را از سرآمدان آموزش و پرورش خلاق ایران در سدهٔ کنونی قرار داده‌است. سهراب از یک سو سنت آموزشگری را از پیشینیان و استادانی چون جبار باغچه‌بان و محمدباقر هوشیار آموخت و از سوی دیگر به سبب پیوندی که با نظام کودکستانی آمریکا از طریق مأمور به خدمت در ایران پس از جنگ جهانی دوم برای او به‌وجودآمد، با دانش و برنامه کودکستان‌های پیشرو در جهان آن روز آشنا شد. معصومه سهراب و یحیی مافی کتاب ارزشمند تجربه های مدرسه داری را بر اساس خاطرات و تجربه های بدست آمده از مجتمع آموزشی مهران، نوشته اند.

## زندگی و خانواده
از سوی پدر به خانواده سهراب پیوند داشت که خاستگاه شان سده اصفهان بود و نیاکان شان به کار پزشکی و طبابت سنتی می‌پرداختند. پدر بزرگش حکیم ابوتراب سهراب یا ابوتراب جراح باشی یکی از حکیمان توانای دوره ناصری بود که با خانواده از سده اصفهان به تهران کوچید. او نه تنها طبابت که جراحی هم می‌کرد. حضور حکیم ابوتراب در تهران، عاملی شد که پسرش عبدالوهاب که روزگاری بعد پدر معصومه سهراب شد، به مدرسه طب دارالفنون برود و زیر دست استادانی که بیشتر فرانسوی بودند، طب و پزشکی نوین را بیاموزد. دکتر عبدالوهاب سهراب، در دوره پرآشوب جنگ جهانی اول با فخرالتاج ثقفی ازدواج کرد. فخرالتاج ثقفی دختر مهندس مجدالسلطان ثقفی یکی از اولین مهندسان ایرانی دانش‌آموخته دارالفنون بود که در پل‌سازی و سد سازی دست داشت. یکی از ساخته‌های فکر او در آخرین سال‌های فرمانروایی سلسله قاجار، سد فریمان بود. فخرالتاج ثقفی از اندک دخترانی بود که در آن زمان به مدرسه‌های دخترانه می‌رفتند و علیرغم مخالفت‌های گسترده سنت گرایان با آموزش دختران، به سبب روشن اندیشی خانواده توانست در سال ۱۲۹۸ دوره ابتدایی را از مدرسه دخترانه تربیت البنات یا تربیت به پایان برساند. فخرالتاج دوره‌های آموزش موسیقی را نزد استادان صاحب نام روزگار گذراند و از نوازندگان تار بود.
معصومه سهراب در بیست و سوم آبان ماه ۱۳۰۴ در خانه‌ای در کوچه سهراب، خیابان پاریس تهران به دنیا آمد. او سه خواهر و یک برادر دیگر داشت که همگی پس از او به دنیا آمدند و در عرصه فرهنگ ایران فعال بودند. برادرش ابوتراب سهراب که نام پدربزرگ را برخود داشت از مترجمان صاحب نام و توانا در زمینه فلسفه و علم بود و و ترجمه فارسی بسیاری از کتاب‌های فلسفی نیچه و برخی از اندیشه مندان آلمان از کارهای اوست.

## آموزش و تجربه اندوزی
معصومه (فرنگیس) دوره ابتدایی را در دبستان نوباوگان و دوره اول دبیرستان را در دبیرستان فرانسوی زبان ژاندارک گذراند. از همین دوره علاقه به نقاشی در او آشکار شد. ابتدا به صورت پراکنده و زمانی بعد در کارگاه هنری جعفر پتگر که از نقاشان صاحب نام آن دوره بود، نقاشی را آموخت. همزمان به آغاز جنگ جهانی دوم و در سن نوجوانی پدرش را از دست داد و مسئولیت سرپرستی آن‌ها برعهده مادرش افتاد. مرگ پدر برای او و خواهران و برادرش ضایعه‌ای سخت بود، با این همه با کوشش‌های مادرش توانستند بر این وضعیت سخت چیره شوند و به ادامه تحصیل بپردازند.
از این دوره تا زمان ازدواج او همواره کار و آموزش را پیوسته انجام می‌داد. زمانی در دانشسرای مقدماتی دختران آموزش دید، آن گاه در مدرسه ایران که یکی از مدارس پیشگام دختران در آن زمان بود، به تدریس و تجربه اندوزی زیر نظر بانو جهانبانی که از فرهنگیان برجسته دوران بود، پرداخت. همچون توران میرهادی در این دوره از آشنایی با دکتر محمدباقر هوشیار بهره برد و توجه اش به علوم تربیتی جلب شد. در سال ۱۳۲۹ برپایه گرایش‌های اعتقادی همسو که هردو داشتند با یحیی مافی ازدواج کرد. همفکری در امور سیاسی سرانجام به کار گسترده در عرصه فرهنگ و آموزش و پرورش ایران ادامه یافت. در دهه ۱۳۳۰ او از حلقه همکاران نشریه روان‌شناسی و تربیتی سپیده فردا مانند لیلی ایمن، آذر رهنما، توران میرهادی و دکتر محمدباقر هوشیار قرار گرفت و آموزش و پرورش خلاق و ادبیات کودکان دو محور عمده زندگی اش شد.

## فعالیت‌های آموزشی و پرورشی
معصومه سهراب آموزش دانشگاهی را ابتدا در دانشسرای عالی تعلیم و تربیت در مقطع لیسانس یا کارشناسی و تا مقطع فوق لیسانس یا کارشناسی ارشد جامعه‌شناسی در دانشگاه تهران ادامه داد. در دوره دانشسرای عالی در کنار استادانی مانند دکتر علی محمد کاردان با روان‌شناسی آشنا شد و آشنایی اش با زبان فرانسه این فرصت را برای او ایجاد کرده بود که آموزشگران بزرگ اروپا مانند فردریش فروبل، هاینریش پستالوزی و دیگران را بشناسد. در همین دوره و پیش از راه‌اندازی کودکستان مهر، مدتی کوتاه در کودکستان امریکاییان در تهران به کار پرداخت و با شیوه کار آن‌ها به‌طور عملی آشنا شد. اتکای او برای راه‌اندازی کودکستان مهر، نخست دانشی بود که از دیگران بهره برده بود و سپس روش ابتکاری و پراحساس خودش در کار با کودکان پیش دبستان بود که پیش از هرعاملی از عنصر هنرهای نمایشی برای رشد اجتماعی و زبانی این گروه سنی بهره می‌برد. در حقیقت خانواده‌هایی که شیوه پرورش کودکان پیش دبستانی خود را در کنار او دیده بودند، یاوران و تشویق کنندگان این زوج برای راه‌اندازی دبستان مهران شدند.
پس از چند سال که کار آموزش او گسترش یافت، به گسترش دانشش در این زمینه پرداخت. چنان‌که می‌توان گفت رویکرد معصومه سهراب در کار با کودکان کودکستانی همواره و در همه سال‌های بعد از آن، ریشه در دو پویش ملی و جهانی داشت. از جنبه ملی او راه جبار باغچه بان را ادامه می‌داد و از جنبه جهانی نیز جدای از این که روش و رویکردهای اروپایی در آموزش کودکان پیش دبستانی به ویژه سنت آلمانی را از دکتر محمدباقر هوشیار استاد آن زمان علوم تربیتی می‌آموخت با استفاده از نشریه‌های گوناگون که در آن زمان به تهران می‌رسید یا ترجمه‌های فارسی از این آثار که از دهه ۱۳۳۰ شروع شده بود، با سنت و شیوه آموزش و پرورش آمریکایی مانند رویکرد جان دیوئی بیش از پیش آشنا می‌شد. در نهایت رویکرد کودکستان مهر با توجه به این تجربه‌ها رویکردی تلفیقی و بومی شده بود که برنامه آموزشی و پرورشی خود را بر پایه نیازهای کودکان شامل ورزش و بازی‌های دسته جمعی، شناخت و آگاهی از زندگی گیاهان و جانوران، قصه و شعر، آشنایی با کتاب‌های تصویری، نقاشی، کاردستی و آموزش حروف الفبای فارسی و انگلیسی، بهداشت فردی، درک زیبایی‌های طبیعی و آداب اجتماعی یا ارزش‌های زندگی قرار داده بود.
روش و نگرش آن‌ها در کار مدرسه داری یا آموزش و پرورش بر اصولی استوار بود که از مهم‌ترین آن‌ها می‌توان به احترام به شخصیت کودک و راهگشایی برای شکفته شدن رشد آن‌ها، برانگیختن مشارکت دانش آموزان در اداره مدرسه، ایجاد فضای مناسب آموزشی بنابر استانداردهای مدرن، ترویج همبستگی و مشارکت در گروه و کلاس به جای رقابت‌های منفی، برنامه‌ریزی درسی و آموزشی با بهره‌گیری از تجربه‌های آموزش خلاق و پیوند هنر با آموزش، پیوند کودک با بستر طبیعی یا طبیعت در آموزش، صرفه جویی و احترام به اصول محیط زیست، پیوند آموزش با ادبیات کودکان، و استفاده از افزارهای پیشرفته تکنولوژی آموزشی، تهیه و تدوین مواد مورد نیاز آموزشی فراتر از برنامه رسمی آموزش و پرورش و تأکید بر درس‌هایی ویژه مانند ریاضی و زبان خارجی و … نام برد.
به سبب همین نگرش‌ها بود که معصومه سهراب و یحیی مافی نه تنها در مدرسه خود یکی از مجهزترین کتابخانه‌های کودک و نوجوان را پایه گذاشتند که خود از پایه‌گذاران شورای کتاب کودک و ادبیات کودکان در دهه چهل و پیش از راه‌اندازی کانون پرورش فکری کودکان و نوجوانان بودند.

## فعالیت در عرصه ادبیات کودکان
آشنایی معصومه سهراب با ادبیات کودکان به دوره کودکی بازمی‌گردد. سال‌های ۱۳۱۰ به بعد نظام تعلیمات عمومی کم‌کم گسترش می‌یافت و کم‌تر کسی بود که در اندیشه ادبیات کودکان باشد. راه‌های دست یابی کودکان قشرهای نواندیش به کتاب کودک، بیش تر کتاب‌هایی با زبان اصلی بود. در خانواده سهراب نیز افزون به قصه‌ها و افسانه‌های عامیانه که بیش تر از سوی خدمتکاران بازگو می‌شد، کتاب‌های کودکان بیش تر به زبان فرانسه بود. این کتاب‌ها سبب آشنایی معصومه سهراب با ادبیات کودکان و نقش پرورشی این موضوع در ذهن و روان کودکان شد. پس از آن هنگامی که تجربه‌های آموزگاری او شروع شد، به سبب در دسترس نبودن کتاب‌های کودکان او از کسانی بود که کتاب‌های داستان را از زبان فرانسه ترجمه می‌کرد و برای کودکان می‌خواند. این تجربه نیز او را بیش تر با ضرورت وجودی ادبیات کودکان آشنا کرد. تا این که در دهه ۱۳۳۰ او نیز در حلقه شاگردان دکتر محمدباقر هوشیار و نشریه سپیده فردا قرار گرفت. از این پس معصومه سهراب یکی از چهره‌های کلیدیی شد که در نهایت در دهه ۱۳۴۰ شورای کتاب کودک را پایه‌گذاری کردند.

معصومه سهراب تا زمانی که می‌زیست یکی از چهره‌های شاخص شورای کتاب کودک بود. افزون بر عضویت در هیئت مدیره شورا، از سال ۱۳۴۳ به مدت بیش از دو دهه مسئول انتشار گزارش شورای کتاب کودک و سرپرست گروه بررسی آثار دستنوشته ادبیات کودکان بود. در همه دوره کاریش در شورای کتاب کودک برای گسترش خواندنی‌های مناسب برای این گروه سنی و ایجاد کتابخانه‌های آموزشی در مدارس و همچنین آموزش پدیدآورندگان جوان کوشید و در کنار این بخشی از روابط کلیدی شورا را با نهادهای بیرونی برعهده داشت. همچنین او در سمینارها و کنگره‌های بین‌المللی مربوط به ادبیات کودکان مانند کنگره جهانی ادبیات کودکان در آتن سال ۱۳۵۵ و کنگره جهانی ادبیات کودکان در ورث بورگ آلمان ۱۳۵۷ به همراه ثریا قزل ایاغ شرکت داشت.

## یک عمر آموختن
معصومه سهراب پس از بازنشستگی اجباری در سال ۱۳۵۸ فعالیت فرهنگی اش را در شورای کتاب کودک متمرکز و دوچندان کرد. بعدها با تأسیس فرهنگنامه کودکان و نوجوانان، عضو فعالی در این مجموعه شد و گروه دوستداران فرهنگنامه را در سال ۱۳۶۸ پایه‌گذاری کرد.
یکی از ویژگی‌های شخصیتی این بانو شعار آموختن برای یک عمر بود. او همیشه و همواره در پی کسب دانش و شناخت از محیط بود و همین ویژگی سبب شده بود که نسل جوانتر با او به راحتی ارتباط برقرار کنند. زندگی فرهنگی و اجتماعی این زوج سبب نشد که از زندگی خانوادگی غافل بمانند و میوه این زندگی پربار اجتماعی در فضای خانوادگی دو دختر و چندین نوه بوده‌است.
معصومه سهراب همچنین در انجمن پژوهشهای آموزشی پویا کارهای پژوهشی بر روی کتابهای درسی ابتدایی انجام داد. او سرانجام پس از عمری کار و تلاش بی‌وقفه برای کودکان و نوجوانان این میهن در مهرماه ۱۳۸۳ درگذشت.